# Opinion publique (Maupassant)
Opinion publique est une nouvelle de Guy de Maupassant, parue en 1881.

## Historique
Opinion publique est publiée dans la revue Le Gaulois du 21 mars 1881.  Cette nouvelle ne fut jamais reprise dans un recueil.  
Sous la forme d’un dialogue, le récit reprend tous les lieux communs que les employés de bureaux se racontent.

## Résumé
Onze heures du matin, les employés de bureau viennent d’arriver et discutent tranquillement de l’attentat qui vient de coûter la vie au Tsar Alexandre II de Russie, puis la conversation continue sur l’autorité, les chefs de bureaux tyranniques, le sous équipement des pompiers français par rapport à leurs collègues américains, l’incendie du Printemps, tout cela ponctué d'une multitude de lieux communs.
Le garçon d’étage rentre précipitamment, le chef arrive, tout le monde court à son pupitre.

## Extraits
- « En parlant du futur Tsar Je souhaite bien du plaisir à son successeur, mais je ne troquerai pas ma place contre la sienne. M. Rade se mit à rire, lui non plus, dit-il. »

## Édition française
- Opinion publique, Maupassant, contes et nouvelles, texte établi et annoté par Louis Forestier, Bibliothèque de la Pléiade, éditions Gallimard, 1974  (ISBN 978 2 07 010805 3).